# 帝京大学可児小学校
帝京大学可児小学校（ていきょうだいがくかにしょうがっこう）は、岐阜県可児市桂ヶ丘一丁目にある私立小学校。

## 教育理念
帝京大学可児小学校の教育理念は、21世紀のグローバル社会に通用しうる人材の育成であり、具体的には知（基礎学力の定着）、情（ゆたかな心）、意（チャレンジ精神）、体（健康な身体）の4つの目標を掲げる。

## 沿革
- 2011年（平成23年）2月 - 建設工事着工
- 2012年（平成24年）1月 - 建設工事竣工
- 2012年 （平成24年）4月1日- 岐阜県可児市に開校
- 2021年（令和3年）3月 - 日本教育工業会（JEAT）学校情報化優良校認定

## 特色ある教育
- 母国の公認教員免許を持つネイティブによる英語指導（1年生から週2時間）がある。
- 系列校の帝京大学可児高等学校より帝京大学医学部への無試験内部進学制度がある。